# 李建勋 (英国)
李建勛 ，英文名：Jason Li，英国华人企业家、美食家。首位跻身英国五星级酒店管理层的华人高管。

## 生平
生于上海知识分子家庭，祖籍宁波，父亲是化学教师，家中自小品尝父母亲手做的上海本帮菜、宁波菜、宁波汤团，因而耳濡目染。早年学习机械，分配到上海缝纫机厂工作。后又入上海亚洲旅行社工作。1991年，经巴基斯坦伊斯兰堡到迪拜，持三个月旅游签证在迪拜五星级宾馆工作。在迪拜熟练掌握英语。
1993年赴英国留学。入读伦敦格林威治学院（今格林威治大学），1995年获得商业管理文凭。继而入西伦敦大学学习酒店管理，于1999年获得荣誉学士学位。2001年获得牛津布魯克斯大學旅游管理硕士学位。
曾在郭令明旗下的千禧国际酒店（Millennium & Copthorne Hotels）任职。2001年入职伦敦客家帮（Hakkasan，另译“丘记茶庄”）餐馆，成为首任华籍副经理。2004年至2005年，任伦敦多徹斯特酒店餐饮经理。2005年至2006年，任伦敦多切斯特助理经理。2006年7月入职伦敦Yakitoria日本料理餐厅，历任大堂经理、总经理。2011年5月任英国皇家花园宾馆（Royal Garden Hotel）商务发展经理，主管亚太和新兴经济体客户商务发展。2014年11月，成为伦敦麗思大酒店国际销售经理。
在伦敦创立自己的餐饮品牌“上海私房菜”。在英国报刊上开专栏介绍品评中国烹饪和美食，开讲座介绍中国饮食文化。

## 趣事
- 曾亲自上英国电视演示烹饪大闸蟹[7]。

## 相似人物
- 周英华：祖籍宁波生于上海，华人餐饮业巨子，也在英国伦敦起家，周信芳后人。